# Wilhelm Korreng
Wilhelm Korreng (* 20. März 1880; † 1967) war ein deutscher Konteradmiral (Ing.) der Reichsmarine.

## Leben
Wilhelm Korreng trat am 1. April 1899 in die Kaiserliche Marine ein und wurde am 15. November 1913 Marine-Oberingenieur im Range eines Oberleutnants zur See. Im August 1914 kam er auf der Heimreise aus Ostasien in englische Kriegsgefangenschaft. Von Dezember 1917 bis Mai 1918 war er in der Schweiz interniert. Anschließend war er bis September 1918 in der II. Werftdivision zur Verfügung gesetzt. Am 18. Juli 1918 war er zum Marine-Stabsingenieur im Range eines Kapitänleutnants befördert worden. Bis Kriegsende war er Flottillen-Ingenieur bei der Vorpostenflottille der Jade-Weser.
Nach dem Krieg wurde er in die Reichsmarine übernommen und hier am 1. Mai 1922 Korvettenkapitän (Ing.). Es folgte seine Beförderung zum Fregattenkapitän (Ing.) am 1. November 1925 und zum Kapitän zur See (Ing.) am 1. Januar 1928. Am 30. September 1930 wurde er mit dem Charakter als Konteradmiral (Ing.) aus der Marine verabschiedet.